# Ансоальд (епископ Пуатье)

Церковь Франкского государства при Меровингах

Ансоальд (Ансвальд; лат. Ansoaldus или Answaldus; между 600 и 610 — около 697) — епископ Пуатье (674/676 — около 697).

## Биография
Ансоальд известен из целого ряда средневековых исторических источников: например, из современных ему юридических документов и агиографической литературы. В том числе, о нём сообщается в «Деяниях епископов Камбре» и житиях святых времён Меровингов.
Происхождение Ансоальда точно не известно. Упоминается только о том, что он был родственником святого Леодегария Отёнского, епископа Пуатье Дидона, графа Варина и нескольких других церковных и светских персон, живших в Аквитании и Бургундии. Предполагается, что Ансоальд мог родиться между 600 и 610 годом.
В современных Ансоальду источниках нет свидетельств о его жизни до получения епископского сана. Однако в трудах более поздних авторов сообщается, что Ансоальд был придворным короля франков Дагоберта I, и что этот монарх в 631 году посылал его к правителю Лангобардского королевства Ариоальду. Ансоальд выполнил повеление Дагоберта I и договорился с королём лангобардов о совместных действиях против подвластных Само славян. Возможно, что Ансоальд тождественен упоминаемому в «Истории франков» Аймоина из Флери одноимённому «дефензору Пиктавийской епархии». По свидетельству этого автора, некий отшельник Иоанн рассказал Ансоальду о своём виде́нии мучений короля Дагоберта I, наказанного Богом за разорение христианских церквей, и о последовавшем чудесном спасении души этого короля. Вероятно, что позднее Ансоальд принял постриг и подвизался в одном из монастырей вблизи Пуатье. Некоторые авторы считают, что Ансоальд жил в аббатстве при соборе Святого Илария и даже был здесь настоятелем.
Возможно, к тому времени относятся свидетельства о поддержке, оказанной Ансоальдом святому Элигию Нуайонскому в имущественном споре того с потомками майордома Нейстрии Эрхиноальда.
Первые достоверные известия о Ансоальде относятся ко времени, когда он уже был епископом Пуатье. Скорее всего, он сменил на епископской кафедре своего родственника Дидона, последнее свидетельство о котором датировано 1 марта 669 или 670 года. Однако, возможно, что непосредственным преемником Дидона был Эммерам, уже вскоре отказавшийся от епископского сана для участия в христианизации баваров. Предполагается, что Ансоальд мог стать епископом Пуатье в 674 или 676 году. В конце VII века глава епархии Пуатье был митрополитом церковного диоцеза, в подчинении которого находилось несколько суффраганов (в том числе, глава Ангулемской епархии).
Впервые Ансоальд в современных ему документах упоминается как епископ Пуатье в 677 году, когда он подписал дарственную хартию аббату Филиберту, дав тому земли для основания монастыря Нуармутье. Так как в предыдущем году Филиберт был изгнан Эброином из Жюмьежского аббатства, то, вероятно, что Ансоальд был противником майордома Нейстрии. В следующие несколько лет епископ Пуатье приложил много усилий для обустройства новой обители. В том числе, на выделенные Ансоальдом средства в Нуармутье была построена церковь Святой Марии.
Около 680 года Ансоальд с почётом принял в Пуатье группу монахов из «Скоттии» (Ирландии или Шотландии) во главе с Романом, и поселил их в пришедшем в запустение монастыре Мацеролла. Когда назначенный настоятелем Роман скончался, Мацеролла снова была заброшена, а её братия разошлась по другим монастырям. Один из монахов этой обители, Томений, позднее с согласия Ансоальда стал епископом Ангулема. По церковным преданиям, совместно с Филибертом в 682 году Ансоальд основал в Люсоне ещё один монастырь. Однако эти сведения вызывают сомнения, так как первые достоверные свидетельства о существовании этого аббатства датируются XI веком. Ансоальд также считается основателем аббатства в Сен-Мишель-ан-л’Эрм и аббатства Девы Марии в Кенсе. Аббатом второго из них с согласия епископа был избран святой Ашар, позднее ставший настоятелем Жюмьежского аббатства. Все эти обители были населены бенедиктинцами, и Ансоальд тщательно контролировал, чтобы монастырская братия строго соблюдала устав святого Бенедикта.
В марте 682 года Ансоальд осуществил перенесение мощей Леодегария, убитого несколько лет назад по приказу майордома Эброина. На останки святого претендовали также епископ Отёна Эрменарий и епископ Арраса Виндициан. Для решения этого спора был созван синод, в котором приняло участие большое число духовных и светских персон, включая короля Теодориха III. Однако то, что мощи достанутся Ансоальду, определил только жребий. В «Житии святого Леодегария» сообщается, что состоявшая из множества клириков и мирян торжественная процессия по пути в Пуатье прошла через Шартр и Тур, и везде её прибытие сопровождалось многочисленными чудесами. Реликвии Леодегария были помещены в аббатство Святого Максентия на попечение аббата Андульфа.
В мае 685 или 686 года Ансоальд участвовал в государственной ассамблее Франкского государства в Компьене. Здесь он как свидетель подписал дарственную хартию архиепископа Реймса Регула.
Позднее Ансоальд участвовал в церковном соборе, собранном с согласия франкского короля Теодориха III в Руане. Точная дата проведения синода неизвестна: он датируется временем от 687 до 692 года. На соборе присутствовали шестнадцать епископов (включая Ансберта Руанского, Регула Реймсского и Хродоберта Турского) и четыре аббата. Участниками синода братии Фонтенельского аббатства были дарованы привилегии с условием, что та будет строго соблюдать бенедиктинские правила.
Следующий документ, сообщающий о Ансоальде, датирован 688 годом. Известно о двух хартиях франкских монархов, среди прочих персон подписанных и Ансоальдом: данной в Валансьене дарственной короля Хлодвига IV от 28 февраля 693 года и данной в Компьене дарственной короля Хильдеберта III от 14 марта 696 или 697 года. 6 марта 696 года Ансоальд участвовал в церковном соборе в Шартре, где засвидетельствовал дарственную хартию местного епископа Агирара церкви Святого Петра.
Согласно церковным источникам, по повелению Ансоальда в Пуатье был построен сохранившийся до наших дней баптистерий Святого Иоанна. Однако по археологическим данным епископ лишь восстановил и расширил существовавший здесь ещё с римских времён христианский храм, используя его стены как основу для нового здания.
Сохранился фрагмент завещания Ансоальда. В том числе, в нём сообщается, что епископ основал первый в Пуатье ксенодохий на двенадцать персон и снабдил его всем необходимым. При Ансоальде в Пуатье существовал монетный двор. Известны несколько денье, изготовленных здесь в конце VII века монетарием Годолайком.
Датированные 696 или 697 годом документы — последние свидетельства о Ансоальде. Возможно, он умер вскоре после этого, и был похоронен в одной из церквей Пуатье.
Ансоальд — наиболее влиятельный из иерархов Аквитании своего времени. Воспоминания о временах Ансоальда как о периоде расцвета религиозной жизни в Пуату долгие годы сохранялись среди местного духовенства. Так, например, писавший в XII веке анонимный автор «Сен-Мексанской хроники» очень высоко оценивал деятельность Ансоальда, особо хваля радение епископа о благополучии находившихся под его юрисдикцией монастырей. Современник Ансоальда, Урсин Легюжеский, посвятил епископу Пуатье написанное им житие святого Леодегария. Тем не менее, в отличие от многих своих современников, Ансоальд так и не был причислен к лику святых.
В средневековых списках епископов Пуатье преемником Ансоальда назван Эпархий, о котором также упоминается в документе от 794 года.

## Комментарии
1. ↑  По другим данным, Ансоальд стал епископом Пуатье в период между 656 и 677 годами[12], или в 669 году[17] или в 673 году[15].